# 拉斯特 (蒙大拿州)
拉斯特（英語：Lustre）是位於美國蒙大拿州瓦利縣的非建制地區。

## 歷史
拉斯特的郵局於1917年設立，其後於1959年停運。

## 地理
拉斯特所處的海拔為高於海平面832米（即2730英呎），而該地所採用的時區為UTC-6，即北美山地時區（MST）。同時該地設有夏令時間，為UTC-7調快一小時，即UTC-6（MDT）。